# Poker sportivo
Il termine poker sportivo definisce una particolare forma di gioco del poker non qualificata come d'azzardo. Si tratta della formula torneo, dove alcuni soggetti dotati di abilità e strategie di gioco, sono in grado di prevalere su altri a lungo termine, o in una serie di tornei, dal punto di vista psicologico e matematico.

## Nascita e riconoscimento del poker sportivo in Italia
Il termine "poker sportivo" è unico nel suo genere rispetto ad altre nazioni, poiché nel poker tradizionale italiano il gioco d'azzardo è comunemente associato al poker cash, dove si utilizzano soldi veri. I primi commentatori italiani ad utilizzare il termine “Poker sportivo”, sono stati nel 2010 i fratelli Maurizio e Fabio Caressa sul canale televisivo tematico POKERItalia24 con l'obiettivo di identificare e valorizzare una modalità di gioco distinta dal gioco d'azzardo, caratterizzata dalla prevalenza dell'abilità nel lungo termine..

### Nel gioco d'azzardo vince l'alea
Nei giochi d’azzardo sono presenti due requisiti: Che ci sia denaro in palio e che l’esito del gioco sia in toto, o quasi, dipendente dall’alea. Non avendo tutti le medesime possibilità economiche, nei giochi di poker cash game così come nel poker tradizionale, la componente denaro risulta essere discriminante per cui la meccanica del gioco lascia facilmente spazio all'azzardo.

### Nel poker sportivo prevale l'abilità

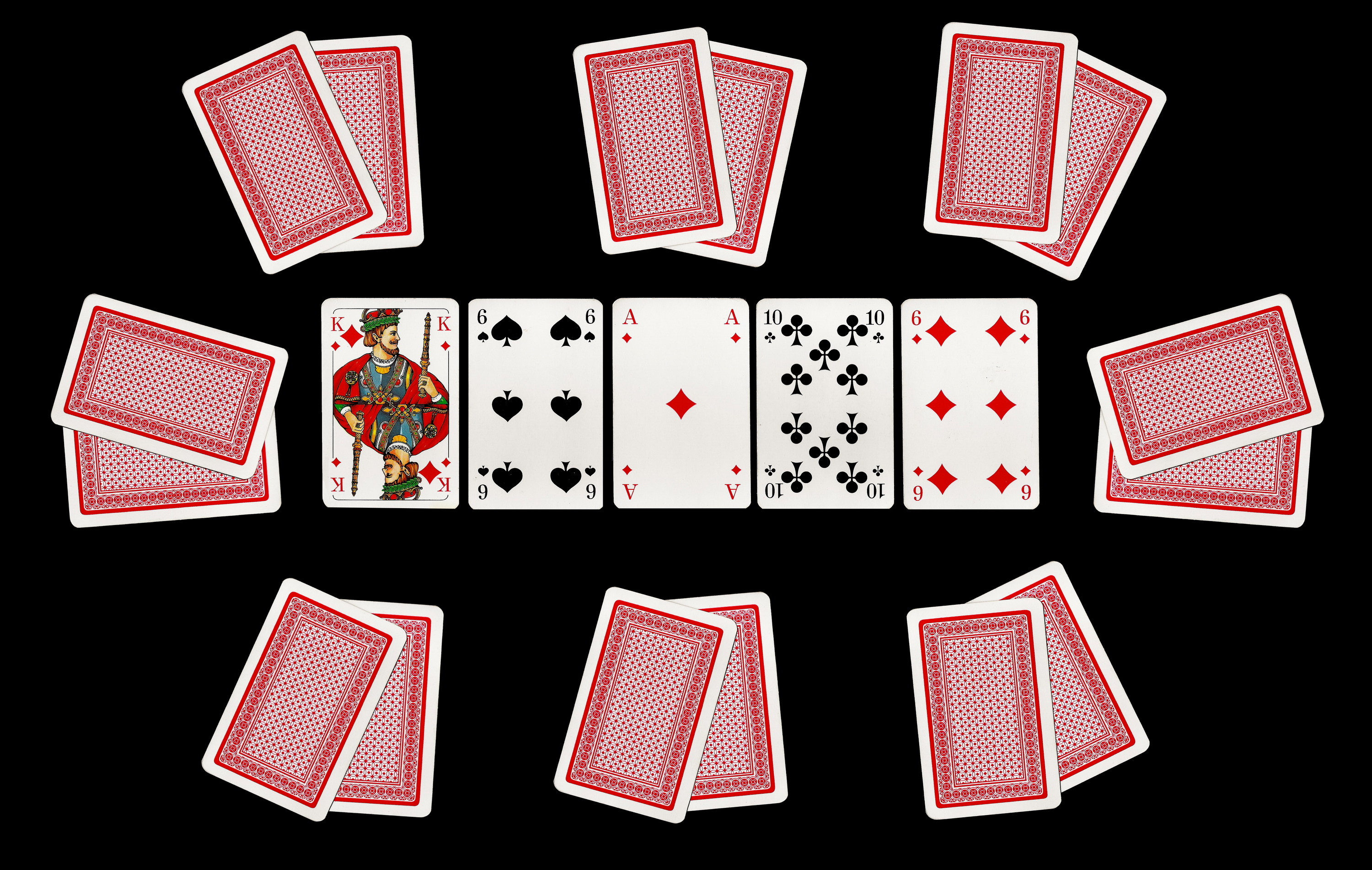
Le Carte comuni al centro del tavolo coinvolgono i giocatori ad effettuare azioni e strategie bilanciando teoria delle probabilità e pressione psicologica.

Il poker sportivo prevede esclusivamente l'organizzazione di tornei utilizzando varianti del poker in cui ci siano Community card, come ad esempio il Texas hold'em. L'azzardo è sostanzialmente nullo dal punto di vista economico, in quanto si rischia solamente la quota di partecipazione con la quale si riceve un ammontare di chips (gettoni di gioco) che è uguale per tutti. Un concetto importante è che esse non hanno valore reale perché servono esclusivamente per giocare il singolo torneo.
Esperti nel settore dei giochi, affermano che, oltre la tecnica, nei tornei di poker conta soprattutto avere sangue freddo ed essere capaci di non lasciare trapelare emozioni e informazioni, possedendo doti psicologiche accompagnate da un'ottima mente matematica e elasticità mentale, per padroneggiare la teoria delle probabilità. L'obiettivo è quello di effettuare valutazioni e prendere decisioni che possono essere statisticamente vincenti, minimizzando il rischio.

### Modalità di gioco, iscrizione e tassazione (Entry-fee)
Esistono due formati di gioco. Il formato Sit & Go (tradotto dall'inglese: "siediti e vai") e la modalità MTT Multi Table Tournament (tradotto dall'inglese: "tornei multitavolo").
Il Sit & Go viene giocato tra 6 e 10 giocatori, il torneo si svolge dall'inizio alla fine sul medesimo tavolo. A seconda della struttura di gioco, la competizione dura all'incirca tra i venti e i sessanta minuti e normalmente vengono premiati da 2 a 3 partecipanti.

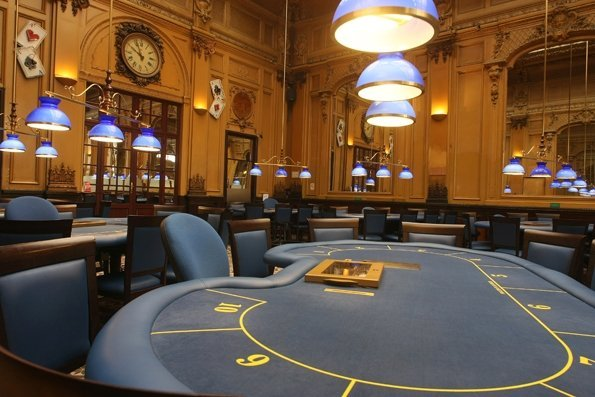
Sala da poker del 'Circolo Clichy' di Montmartre situato a Parigi

La modalità MTT, invece, viene giocata su più tavoli dinamici, che comprendono al massimo 9 (a volte 10) giocatori. In questo caso la competizione può durare diverse ore, o addirittura alcuni giorni. Questo dipende dal numero dei partecipanti e dalla struttura del torneo decisa preventivamente dagli organizzatori.
In entrambi i casi è importante sottolineare che per iscriversi al torneo occorre pagare una quota di partecipazione uguale per tutti, che in gran parte confluisce nel montepremi, mentre la parte rimanente (Entry-fee) viene trattenuta dall'organizzatore. Questo può essere un casinò o un circolo autorizzato per quanto riguarda i tornei dal vivo, oppure una Poker room autorizzata dell'ADM per i tornei on-line.
Questa quota aggiuntiva deve essere nota all'atto dell'iscrizione e serve sia per coprire le spese sostenute dall'organizzazione, che per pagare le tasse previste dalle rispettive normative vigenti.

### Riconoscimento in Italia del Texas Hold'em come gioco di abilità
Per quanto riguarda la giurisprudenza italiana, si può affermare che il poker sportivo sia stato legittimato dalla Cassazione in diverse occasioni dal 2011 al 2015, quando venne stabilito dalla Suprema Corte che organizzare tornei di Texas Holdem con iscrizioni in denaro contenute non era reato. Dopo un iniziale mancato recepimento di alcune questure a stralciare il Texas hold 'em dall'elenco dei giochi proibiti, si è passati ad un sostanziale riconoscimento della natura sportiva del gioco privo di configurazione di reato.

### La concessione del gioco da parte dell'ADM (ex AAMS)
A conferma di quanto detto, l'AAMS, poi assorbita dall'Agenzia delle Dogane e dei Monopoli, aveva individuato e autorizzato a partire dal 2 settembre 2008 alcuni concessionari delle Poker room online ad esercitare proprio il gioco del Texas Hold’Em comprendendo anche le varianti più note. Inizialmente non era previsto il Poker Cash, che sarebbe stato poi inserito a distanza di tre anni dai primi tornei online. Questo avvenne nel mese di luglio 2011, generando controversie per la presenza contemporanea sulle stesse piattaforme di gioco online di due anime opposte del poker: Abilità e azzardo.

### La legislazione nei tornei dal vivo in Italia
Dal 2007 al 2016 un vuoto legislativo in Italia, non ha consentito l'effettuazione legale di tornei dal vivo. L'assenza di punti di riferimento, ovvero, di un regolamento ministeriale per la definizione dell'attribuzione delle concessioni ha di fatto reso il gioco del Texas Holdem alla stregua dei giochi d'azzardo. Nel 2015 alcuni partiti politici hanno avviato una discussione in merito. Il Movimento Cinque Stelle ha sviluppato un lungo dibattito interno prima di deliberare che poker e azzardo potevano non essere la stessa cosa. 

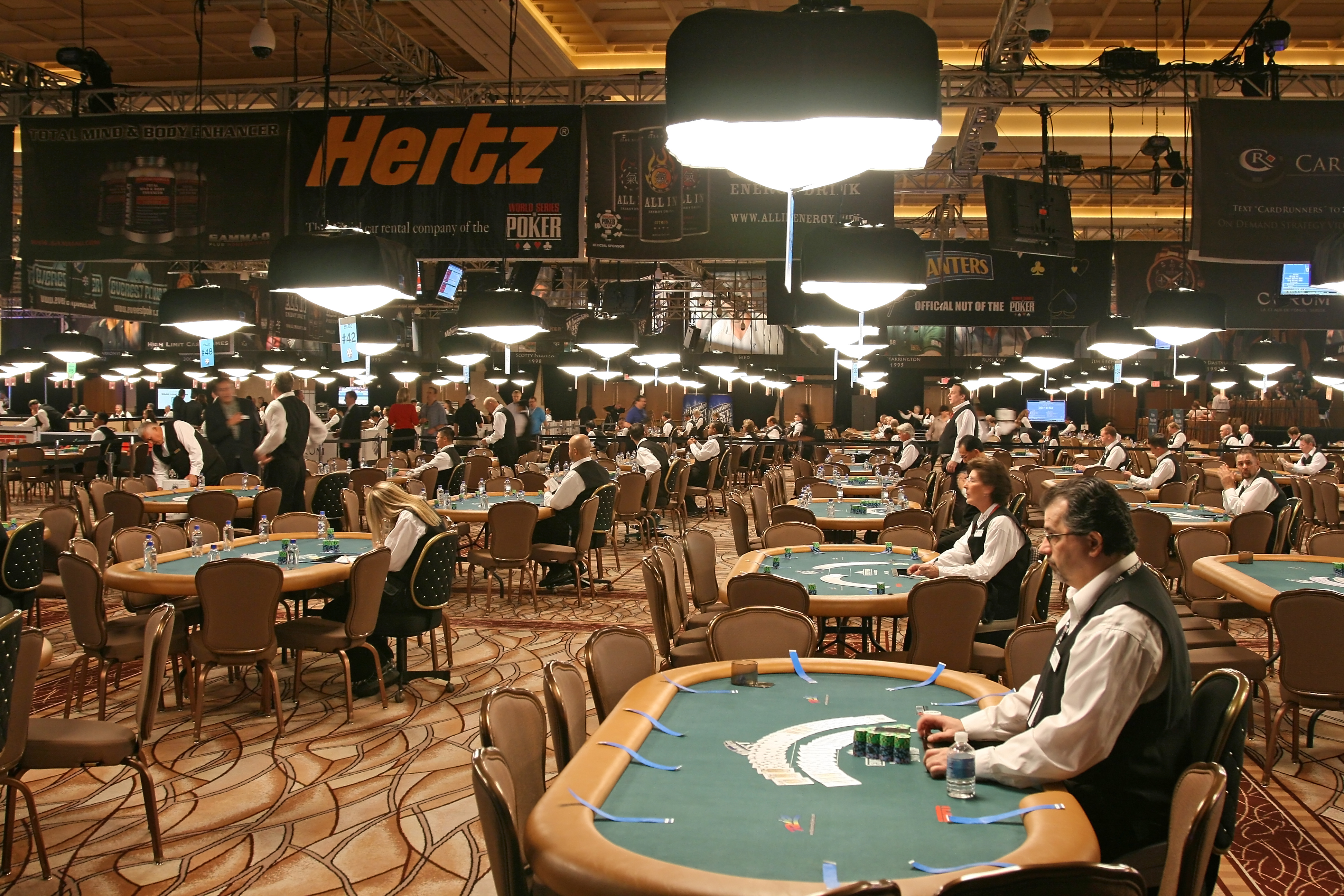
World Series of Poker del 2008

In sintesi, solo dopo il 2016 i circoli autorizzati dall'AAMS, hanno potuto organizzare legalmente tornei live di Texas hold 'em, anche con l'aggiunta di ulteriori varianti diventate popolari, quali ad esempio l'Omaha ed altre specialità, presenti come 'tornei side' secondari e pubblicizzati nelle manifestazioni più importanti, così come accade nelle "series of poker" dal vivo più prestigiose, dove in una serie di competizioni consecutive, vengono riconosciute e premiate le qualità degli specialisti.

### Le varianti del Texas Hold 'em
Nelle varianti di gioco appartenenti alle Community card poker, così come nello Stud poker, ci sono più informazioni a disposizione. Avere tutti questi dati non significa che i livelli di pensiero del gioco siano più semplici, serve capacità di controllo oltre che abilità. Con poche informazioni, maggiore incidenza sui risultati avrà la fortuna. Con maggiori informazioni a disposizione, emergeranno più le abilità a favorire il successo. Questa affermazione è confermata da esperti del settore, nelle varianti l'azione di gioco è diversa perché c’è molto più ragionamento in giochi che sono, più tecnici. La maggior parte delle varianti deriva dal Texas hold' em, che proprio per la semplicità delle sue regole continua ad essere il gioco più popolare e diffuso.

## Meccanica generale

### Scopo del gioco
Come già anticipato, in un torneo di poker sportivo i partecipanti non possono utilizzare il proprio denaro per effettuare le puntate: essi sono invece dotati di un monte gettoni (stack) di partenza uguale per tutti. Questi gettoni (chips) hanno un valore puramente nominale.
Lo scopo del gioco è riuscire ad accumulare tutti i gettoni in gioco. Chi finisce i propri gettoni viene eliminato (tranne che in casi particolari in cui è possibile acquistare un altro o più stack come nei tornei rebuy). Il montepremi generato dalle iscrizioni dei partecipanti generalmente viene ridistribuito ad una percentuale dei giocatori pari al 10/15%.

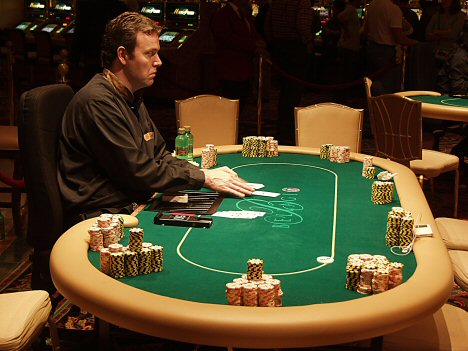
Dealer in attesa dei giocatori

Durante il torneo la funzione di arbitro è affidata al mazziere (dealer) di ogni singolo tavolo: in caso di necessità, tuttavia, i giocatori o il mazziere stesso possono richiedere l'intervento del direttore di gioco (floorman, o più comunemente floor), per risolvere eventuali dissidi e questioni sorti nel corso della mano.
La figura del floor è inappellabile e garantisce integrità, correttezza e la regolare prosecuzione del torneo.

### Struttura del torneo
Per preparare il torneo gli organizzatori devono stabilire preventivamente la suddivisione del torneo in livelli, che prevedono progressivi aumenti delle puntate obbligatorie, nonché stabilire la quantità e la durata delle pause e l'inizio e la fine di eventuali fasi in cui si procederà una mano per volta.

#### Formazione dei tavoli
Una volta raccolte le iscrizioni al torneo, gli organizzatori valutano la suddivisione ottimale dei partecipanti nel minor numero di tavoli possibile, considerando la massima capienza stabilita dei tavoli.
Per esempio se la massiva capienza è di 10, se vi sono 30 partecipanti, questi vengono suddivisi in 3 tavoli da 10 giocatori; se ve ne sono 13, in un tavolo da 6 e in uno da 7. Il numero massimo di giocatori per tavolo è variabile, nel Texas hold 'em i tavoli possono essere di 10, ma anche di 9 giocatori (nelle WSOP), di 6 o addirittura di 2 (nei tornei heads up, ossia testa a testa). Altri giochi, come il Deuce to seven, non permettono tavoli con più di 6 giocatori.
Posizione e tavolo di partenza vengono assegnati attraverso un sorteggio inappellabile.
Il regolamento dei tornei stabilito dal WPA all'art. 2 raccomanda tavoli con 9 giocatori come capienza massima.

#### Livelli di gioco
Per livelli di gioco si intendono quegli intervalli di tempo in cui le scommesse minime rimangono invariate. Nei giochi con apertura al buio - corrisposta dal giocatore a sinistra del mazziere (small blind) e dal giocatore a sinistra di quest'ultimo (big blind) - dopo alcuni livelli viene generalmente aggiunta anche l'ante, una puntata obbligatoria di minore entità corrisposta da tutti i giocatori del tavolo. Man mano che il tempo passa aumentano le puntate minime. Il sistema dei livelli è utilizzato per assicurarsi che il torneo abbia una durata ragionevole e contribuisce ad aumentare progressivamente la pressione nei confronti dei partecipanti ancora in gioco, specialmente se dispongono di uno stack ridotto.
Per la buona riuscita di un torneo è indispensabile che questi livelli siano ben strutturati.

#### Gestione dei gettoni

##### I giocatori

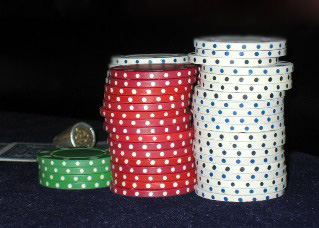
Stack con Chips visibili e ordinate

Durante il torneo ogni tavolo deve partire con lo stesso numero di gettoni (chips) e vanno sempre e solamente posti sopra il tavolo di gioco; essi devono essere mantenuti visibili a tutti i giocatori in ogni momento della partita. I gettoni con un valore maggiore devono essere posti davanti agli altri (ossia più all'interno rispetto al tavolo). Un giocatore che nasconde i propri gettoni verrà richiamato dal Dealer alla prima occasione, con l'avvertimento di squalifica dal gioco, in caso di reiterazione del comportamento.
È buona educazione riferire il numero dei gettoni di cui si dispone (stack), in caso di richiesta da parte di un nostro concorrente nel corso di una mano importante, in caso contrario il conteggio potrà essere effettuato dal Dealer.

##### Gettoni dispari
Nel caso in cui ci siano due vincitori, la condivisione del piatto con gettoni (Chips) di numero dispari, avverrà con un gettone in più al giocatore più vicino al bottone. Invece, nelle varianti hi-lo, che danno un premio alla mano alta ed eventualmente uno alla mano bassa, i gettoni dispari saranno assegnati comunque alla mano alta. Negli stud poker, invece, riceveranno i gettoni dispari i giocatori con le carte più alte a seconda del seme.

##### Chip race
Durante il torneo, con l'innalzamento dei Big Blinds, verranno sostituiti gettoni di valore troppo basso con gettoni di maggior valore.
Questa operazione verrà effettuata esclusivamente dai Dealer durante le pause programmate dagli organizzatori, a seconda della struttura del torneo.
Nel caso in cui ci sia qualche giocatore rimasto con gettoni non controvertibili (perché di valore insufficiente al cambio), vedrà il ritiro di essi per l'effettuazione del 'Chip race', che consiste in un sorteggio o selezione per assegnare i gettoni disponibili.
La WPA (World Poker Association) suggerisce che il chip race venga sempre effettuato a partire dal posto nº 1 di ogni tavolo. In questa selezione, ogni giocatore riceve una carta. Il giocatore con la carta più alta vince e ritira il gettone conteso in gioco. Il procedimento si ripete fin tanto che ci saranno ancora gettoni da distribuire, ma nessun giocatore può vincere più di un chip race.

#### Una mano per volta
In alcuni momenti, quando vi sono ancora più tavoli in gioco, può essere prevista la modalità "una mano per volta" (hand by hand): ciò avviene soprattutto quando il numero dei partecipanti ancora in gioco è di poco superiore alle posizioni premiate (bolla), ovvero in prossimità di un salto di fascia per i premi. In questa modalità bisogna attendere che il colpo sia terminato in tutti i tavoli prima di iniziarne una nuova: ciò in modo da impedire che alcuni giocatori rallentino il gioco ad arte in attesa dell'eliminazione di avversari su altri tavoli. In questa situazione se vi sono giocatori all-in la mano è fermata sino a quando nei tavoli senza giocatori all-in i colpi non siano conclusi.

### Classifica finale
La classifica finale viene definita secondo l'ordine di eliminazione. In caso più giocatori fossero eliminati nella stessa mano, l'ordine viene stabilito in base allo stack prima dell'all-in, ossia il "punto tutto" e, in caso di ulteriore parità, si dichiara l'ex aequo (suggerito dal WPA) o talvolta si assegna il piazzamento migliore al primo che si è unito alla mano.

### Montepremi
Per partecipare ad un torneo i giocatori dovranno pagare un buy-in uguale per tutti. Talvolta vi sarà la possibilità di uno o più rebuy, il riacquisto dei gettoni iniziali, e di un add-on, cioè l'acquisto di un tot di gettoni, di solito, allo stesso prezzo del buy-in.
La somma raccolta con i buy-in (ed eventuali rebuy ed add-on), meno la quota per la poker room e le tasse, va a formare un montepremi per il torneo: solitamente almeno il 10% dei giocatori debbono riceverne una porzione a fine torneo secondo la classifica.
Il denaro per il montepremi è raccolto con i buy-in o iscrizione al torneo.
Esempio di montepremi:
* 10 giocatori50% al primo; 30% al secondo, 20% al terzo.
* 6 giocatori75% al primo; 25% al secondo.

### ITM
Nel gergo pokeristico la sigla "ITM" indica il piazzamento a premi di un giocatore in un qualsiasi tipo di torneo. La sigla deriva dall'inglese "In The Money", letteralmente: "nei soldi".

## Tipologia di tornei
Il torneo può essere: freezeout e il meno diffuso shootout.

### Regolamento e svolgimento del torneo freezeout
Durante il torneo vengono eliminati i giocatori che esauriscono il quantitativo a disposizione di gettoni, ovvero stack, consegnato a inizio del torneo. Si snelliscono così i tavoli, che la direzione deve bilanciare, per evitare situazioni di evidente vantaggio dei tavoli rimasti con più giocatori. In pratica si impedisce che un tavolo possa avere più (o meno) di 2 giocatori rispetto a qualsiasi altro tavolo. Quando vi sono posti sufficienti un tavolo viene smembrato: con capienza massima di 10 se un tavolo rimane con meno di 6 giocatori e ve ne sono almeno altri 2 con più di 6, tale tavolo viene fermato in attesa di essere smembrato, oppure viene riattivato, se anche negli altri tavoli i giocatori si riducono allo stesso numero.
Per esempio: il tavolo 1 ha 7 giocatori, mentre il tavolo 2 ne ha 9. Una volta che tutti i tavoli hanno finito le loro mani, si procede a spostare un giocatore dal tavolo 2 a quello 1, di modo che in entrambi vi siano 8 giocatori. Di regola nei giochi con apertura ai bui si trasferisce quello più vicino al controbuio da un tavolo con un numero superiore di giocatori, al posto più vicino al controbuio di quello con un numero inferiore. Se un giocatore finisce in una posizione intermedia fra il bottone e il piccolo buio, inclusi, non partecipa alle mani fintanto che il bottone non si posiziona su di lui. Nei giochi stud si trasferisce per posizione sul tavolo.

### Regolamento e svolgimento del torneo shootout
Il torneo shootout è un torneo particolare, le regole di gioco sono quelle del freezeout ma la struttura dello svolgimento del torneo è in stile "tabellone torneo tennis". Facciamo un esempio: si iscrivono ad un torneo shootout 100 giocatori, questi verranno suddivisi in 10 tavoli ciascuno con 10 giocatori, ogni tavolo gioca una partita a sé con le regole per l'appunto dei tornei freezout. Dunque in ogni tavolo ad un certo punto rimarrà un solo giocatore che avrà eliminato gli altri 9 contendenti. Tra i 10 vincitori (un vincitore per ciascun tavolo) si andrà a formare un nuovo tavolo e quindi una nuova partita. Il vincitore di quest'ultimo tavolo sarà il vincitore del torneo shootout in questione.
L'esempio è stato fatto con 100 giocatori ma seguendo il ragionamento espresso è una struttura di torneo adattabile ad ogni numero di partecipanti, fino a 100 giocatori è ragionevole pensare ad un double "shootout", cioè per vincere il torneo devi vincere due tavoli. Se i partecipanti fossero 1000 si tratterrebbe di un "triple shootout", cioè dovrai vincere tre tavoli... e così via

### Altre tipologie di torneo
Vi sono poi altre tipologie di torneo:
- con rebuy: nuovi gettoni (chip), di quantità equivalenti agli stack di partenza possono in taluni tornei essere comprati solo entro un determinato tempo oppure solo un determinato numero di volte, talvolta anche entrambi. Tale riacquisto è detto rebuy e può essere fatto solo se il giocatore non dispone in quel momento di più gettoni di quelli di partenza. Scaduto il tempo si può, talvolta, effettuare un add-on: a patto di avere almeno un gettone si ha a disposizione l'acquisto di uno stack di partenza. Finito il tempo per i rebuy e/o gli add-on il torneo prende la forma del freezeout.

(Questura di Bari, 26 giugno 2007)
- heads up: è una tipologia di torneo particolare, nel quale due giocatori si sfidano uno contro l'altro e "passa il turno" chi dei due vince, per arrivare, con una struttura "ad albero" fino al vincitore del torneo. I tornei di "heads up" vengono organizzati tramite l'utilizzo di piccoli tavoli da poker elettronici appositamente costruiti per il gioco "uno contro uno".
- a doppia possibilità: i giocatori hanno a disposizione due monte gettoni. Ciò nonostante potranno utilizzare il secondo solo terminato a zero il primo.

## Normativa

### Italia
In Italia il gioco del poker autorizzato al di fuori dei Casinò Municipali è solo quello svolto sotto forma di torneo. 
L'AAMS ha disciplinato il poker sportivo online tramite una serie di normative ed emendamenti classificando il Poker Sportivo quale "Skill Game", e quindi gioco di abilità. Non è permesso, ai giocatori con residenza fiscale italiana, la registrazione e il gioco presso i siti non autorizzati dai monopoli di stato: tali siti sono oscurati.
La AAMS ha rilasciato regolari concessioni per poter offrire questo genere di giochi online con delle restrizioni ferree: il costo di una singola partita deve essere compreso tra 0,50 euro e 250 euro; il concessionario è obbligato a mettere a montepremi un minimo dell'80% delle iscrizioni.

## Osservazioni
Questo tipo di gioco, il torneo sportivo, ha la caratteristica di poter stabilire in modo chiaro ed inequivocabile un vincitore e una classifica. Questo non è possibile nel cash game o nel poker tradizionale. Il progetto di effettuare un torneo nasce nel 1971 al Main Event del World Series of Poker, dove per la prima volta si creò una forma di gioco in grado di escludere ogni ambiguità su chi fosse stato il più bravo.
Proprio per queste sue caratteristiche il torneo è universalmente usato come metodo per assegnazione di titoli nel Poker sportivo. Da notare però di come il poker sia sempre un gioco di carte, ove il fattore fortuna gioca un ruolo non sempre indifferente, soprattutto nel breve termine, mentre a lungo termine verranno rispettate le dovute probabilità matematiche.
Talvolta un torneo freezeout può avere dimensioni colossali: nel 2006 parteciparono al Main Event del WSOP 8733 persone, così come nel 2019 dove Dario Sammartino giunse al tavolo finale di un torneo con 8569 partecipanti.